# John Harvard
John Harvard (Southwark, Anglia, 1607. november 26. – Charlestown, Massachusetts, 1638. szeptember 14.) angol–amerikai pap, a Harvard Egyetem születésének meghatározó alakja, első jelentős jótevője.

## Élete
Életének jelentős részét London Southwark kerületében töltötte. Itt született, ide járt a St Savior’s Grammar Schoolba. 1625-ben a családját nagy tragédia érte, édesanyját és egy testvérét kivéve pestisben haltak meg a rokonai. 1627-ben folytatta tanulmányait a cambridge-i Emmanuel College-ban (ami a Cambridge-i Egyetem egyik tagja). 1632-ben az alapképzésben (BA), 1635-ben pedig Master of Arts diplomát szerzett. 1636-ban házasságot kötött Ann Sadlerrel.
A Harvard Egyetemet a Cambridge Egyetem mintájára fejlesztette, sőt még a Harvard Egyetemnek helyet adó kis várost is átnevezték Cambridge-re. A Harvard Egyetemen ugyanazokat a sikeres módszereket alkalmazzák a tanításban, mint a Cambridge Egyetemen (Például a szókratészi módszert).